# نبرد اوموسو
نبرد اوموسو (ژاپنی: 重須の戦い) (لاتین‌نوسی: Omosu no Tatakai) یکی از نبرد‌های متعددی بود که در سال ۱۵۸۰ بین دو خاندان هوجو و تاکدا در طول دوره سنگوکو در ژاپن روی داد‌. این نبرد به عنوان یکی از معدود نبردهای دریایی در ژاپن ماقبل مدرن شناخته می‌شود.
نبرد در سواحل شبه‌جزیره ایزو بین نیروی دریایی هوجو اوجیماسا رئیس خاندان هوجو و تاکدا کاتسویوری رئیس خاندان تاکدا روی داد.
نینجا‌ی طایفه فوما فوما کوتارو به طور مخفیانه به اردوگاه نیروهای قبیله تاکدا شبانه نفوذ کرده و حمله کرد، کوتارو موفق شد هرج و مرج شدیدی را در اردوگاه ایجاد کند که منجر به تلفات هنگفتی در بین دشمنان سرگردان در هنگام حمله به یکدیگر شد.
بعدها در حالی که نیروی دریایی دو خاندان در مقابل همدیگر قرار داشت، ارتش زمینی هر دو خاندان به سمت یکدیگر پیشروی کرده که در نهایت هوجو پیروز شد.

## جستار‌های وابسته
- شوگون
- دوره ادو
- اودا نوبوناگا
- تاکدا شینگن
- تویوتومی هیده‌یوشی
- توکوگاوا ایه‌یاسو